# Elina Chauvet
Elina Chauvet (Casas Grandes, 1959) è un'architetta e artista messicana, nota per l'installazione Zapatos Rojos a denuncia della violenza contro le donne e il femminicidio.

## Biografia
Elina Chauvet ha studiato architettura all'Universidad Autónoma di Ciudad Juárez nel Chihuahua. Fin da bambina si è sempre interessata di architettura e di creare gli oggetti che immaginava. Ha cominciato a occuparsi di arte da autodidatta e con corsi e workshop di pittura, disegno, ceramica, grafica, media alternativi e fotografia . Successivamente ha avuto l'opportunità di studiare arte con artisti quali Luis Nishizawa, Rogrer Von Gunten, Leñero Alberto Castro, José Castro Leñero, Luis Felipe Ortega, Kerry Vander Meer e Marianna Dellenkamp. A partire dal 1994, si è dedicata all'attività artistica, nello stesso anno ha vinto un concorso di pittura a olio, grazie al premio ha potuto dedicarsi per un anno alla pitture e ha realizzato la sua prima mostra nel 1996 a Las Mochis, Sinaloa . Il focus tematico della sua opera è la denuncia della violenza contro le donne.

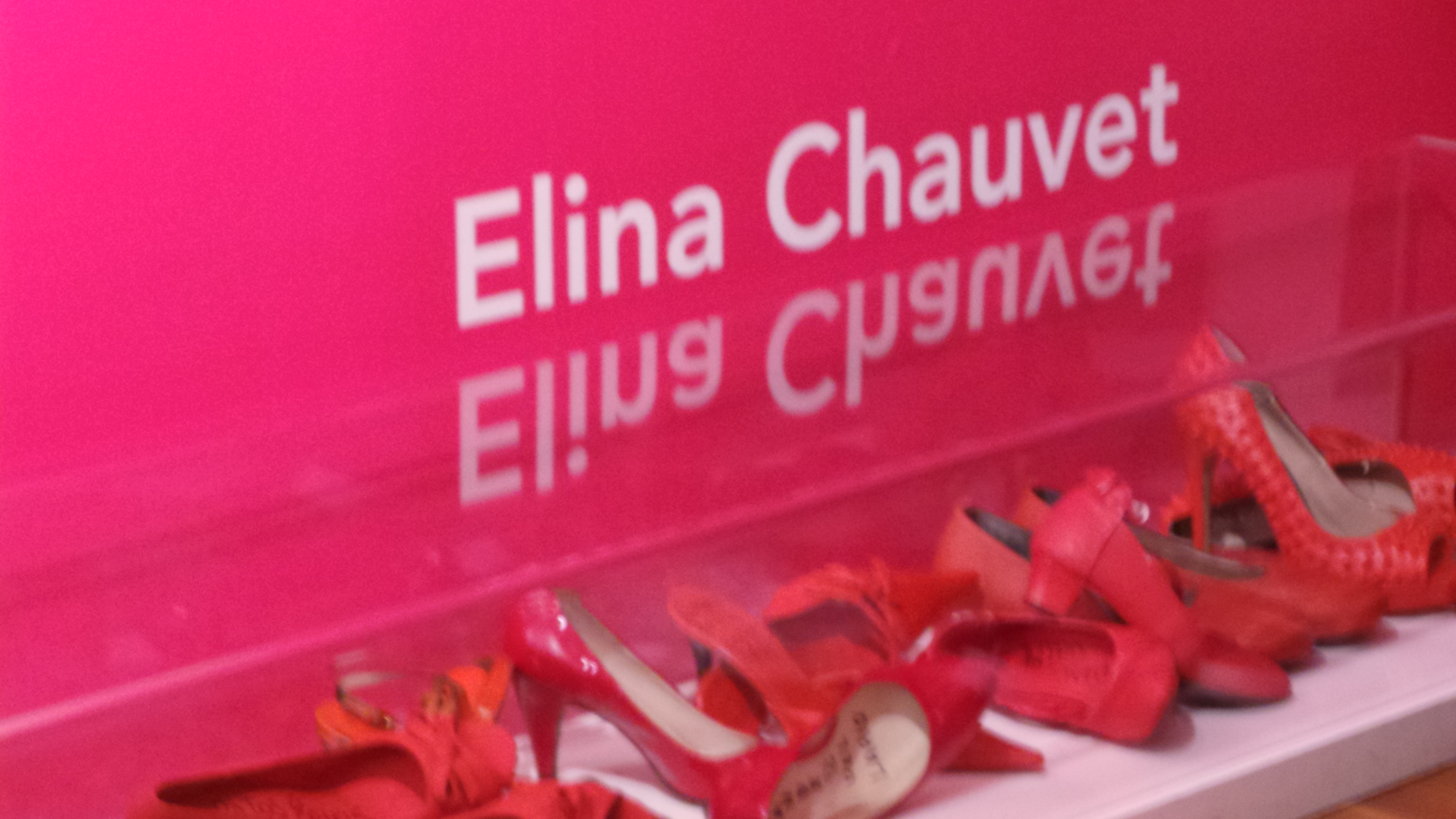
Esposizione "Feminicidio en México ¡Ya basta!" Museo Memoria y Tolerancia. Città del Messico

Il lavoro più conosciuto di Elina Chauvet è Zapatos Rojos, scarpe rosse, un'installazione nata nel 2009 in risposta all'ondata di femminicidi avvenuta a Ciudad Juárez durante gli anni novanta. L'idea è stata ispirata all'artista dalla tragica morte della sorella per mano del marito. La prima installazione di Zapatos Rojos è avvenuta il 22 agosto 2009, in una piazza della città messicana, a partire da una donazione di 33 paia di scarpe. Successivamente è stata replicata un gran numero di volte in Messico e in altri paesi come Argentina, Ecuador, Canada, Stati Uniti, Spagna, Italia e Norvegia . Le scarpe rosse esposte in luoghi pubblici sono diventate un simbolo della protesta contro il femminicidio, spesso al di là della percezione del pubblico che si tratta di un'opera d'arte.
Nel 2017 la sua opera è stata inclusa nella mostra "Feminicidio en México ¡Ya Basta!" presentata al Museo Memoria y Tolerancia di Città del Messico .
Nel marzo del 2019 l'artista è stata in residenza al MACRO di Roma tenendo una lectio magistralis e realizzando la performance Confianza, dedicata all'artista italiana Pippa Bacca .
Nel 2020 ha partecipato alla XII edizione della Bienal del Mercosur in Brasile